# Едберт І (король Кенту)
Едберт І (давн-англ. Eadberht I; ? —748) — король Кенту у 725—748 роках.

## Життєпис
Походив з династії Ескінгів. Син Вітреда, короля Кенту. Його матір'ю була Вітбурга (за іншими відомостями Кінегида). Про його народження та молоді роки нічого невідомо.
У 725 році після смерті батька успадкував з братами Етельбертом II та Елфріком трон Кенту. Стосовно стосунків між королями та обсяги влади тривають дискусії.
Збереглася єдина справжня хартія Едберта I від 14 липня 727 року про дарування землі Мілдред настоятельці монастиря на острові Танет. Решта документів, що йому раніше приписувалося, на сьогодні визнано несправжніми.
До 730 року після смерті брата Елфріка розділив королівства з Етельбертом II, отримавши західну частину. У 731 році (або до 736 року) визнав зверхність королівства Мерсія. Надалі приділяв питання розбудові Західного Кенту, підтримці католицької церкви.
Помер Едберт I у 748 році. Після цього одноосібним королем став Етельберт II. Проте він незабаром передав владу над Західним Кентом синові Едберта I — Ердвульфу. Тим самим на тривалий час було закріплено розділи королівства на дві частини.